# Мартин Хассон, Ким
Ким Кристина Мартин Хассон (швед. Kim Kristine Martin Hasson; в девичестве Мартин; 28 февраля 1986, Стокгольм, Швеция) — шведская хоккеистка, игравшая на позиции вратаря. Выступала за шведские клубы АИК и «Линчёпинг». Играла за молодёжные команды (до 20 лет) «Хаммарбю» и «Мальмё Редхокс». В сезоне 2011/12 года выступала в чемпионате России за «Торнадо». Игрок национальной сборной Швеции, проведшая более 240 международных матчей. Выступала на четырёх Олимпиадах, став серебряным призёром 2006 года и бронзовым призёром 2002 года. Первый вратарь среди женщин, принявший участие на четырёх Олимпийских играх. Двукратный бронзовый призёр чемпионатов мира (2005 и 2007). Трёхкратная чемпионка Швеции (2004, 2014 и 2015), чемпионка России (2012). Трижды выигрывала Кубок европейских чемпионов. В 2008 году стала победительницей чемпионатов Западной студенческой хоккейной ассоциации (WCHA) и Национальной ассоциации студенческого спорта (NCAA). Считается лучшим вратарём в истории женского хоккея Швеции.
Признана лучшей хоккеисткой Швеции 2004 года. Включена в сборную всех звёзд и признана лучшим вратарём хоккейного турнира зимних Олимпийских игр 2006. В 2008 году номинировалась на «Patty Kazmaier Award» — приз лучшему игроку NCAA. Становилась лучшим вратарём чемпионатов Швеции по проценту отражённых бросков и коэффициенту надёжности. Работала тренером вратарей юниорской сборной Швеции на двух чемпионатах мира до 18 лет (2016 и 2018). С 2015 по 2019 год являлась генеральным менеджером «Линчёпинга», под руководством которой клуб трижды выигрывал серебряные медали чемпионата Швеции. Работает в социальном проекте клуба «Линчёпинг» — «Вместе» (швед. Tillsammans). Является сертифицированным тренером вратарей, организует свою летнюю вратарскую школу среди мальчиков и девочек.

## Биография

### Ранние годы. Первые Олимпийские игры
Ким Мартин родилась в Стокгольме в семье Флемминга и Сюзанны Мартин. В детстве занималась различными видами спорта: футболом, хоккеем с мячом, гандболом. С 3-х лет посещала тренировки по фигурному катанию. В 9 лет по примеру старшего брата, Кристоффера, стала заниматься хоккеем с шайбой. Ким начинала играть в детской команде «Хаммарбю» вместе с мальчиками. Позже по приглашению подруги Анжелики Лорселл перешла в девичью команду АИК. С 12-ти лет Мартин привлекалась к тренировкам с основной командой. В свой 13-й день рождения Мартин дебютировала в чемпионате Швеции в финальном матче против «Мелархёйден/Бреденг», который выиграл трофей. В сезоне 2000/01 года она начала выступать за сборную Швеции. Ким сыграла в 2-х матчах, включая решающую игру за сохранение места в топ-дивизионе против сборной Казахстана. Она заменила основного вратаря Аннику Олен, которая не могла принять участие в игре из-за болей в животе, и помогла шведкам сохранить место в элите. По словам Ким, игру против женских команд она рассматривала как развлечение, в то время как игра против парней давалась ей тяжело.

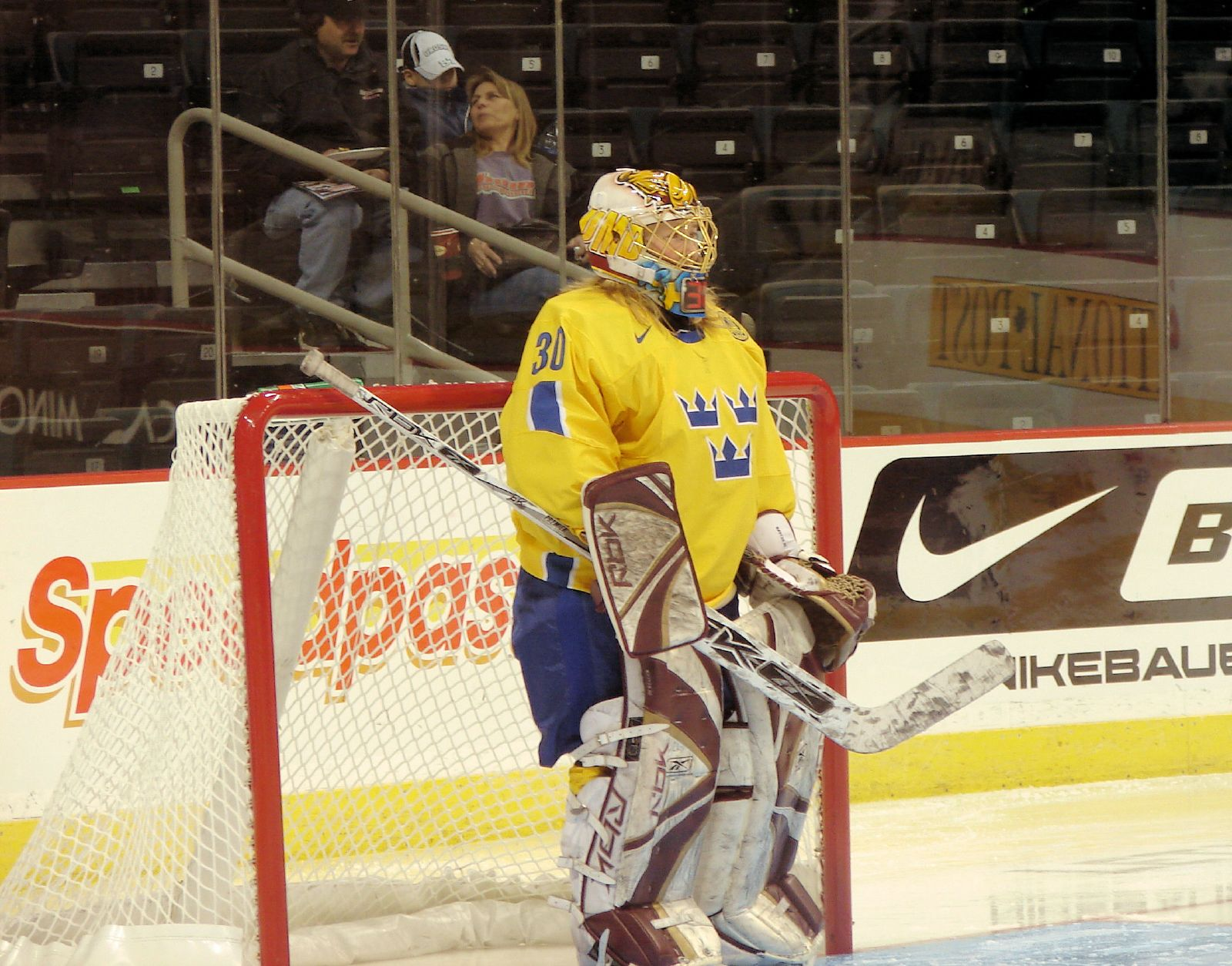
Ким Мартин в составе сборной Швеции

В сезоне 2001/02 года Мартин играла за юношескую команду «Хаммарбю» (до 16 лет) и женский клуб АИК. Она вошла в окончательную заявку сборной для участия на Зимних Олимпийских играх 2002 в Солт-Лейк-Сити. Изначально назначенная запасным вратарём на турнир Ким сумела совершить прорыв на Играх. Главный тренер Кристиан Ингве поставил Мартин в стартовый состав на матч за 3-е место против сборной Финляндии. Уверенная игра юного вратаря помогла шведкам впервые в своей истории завоевать медали Олимпийских игр. В следующем году Ким дебютировала за «Хаммарбю» в суперэлитном дивизионе молодёжного чемпионата Швеции. Она сыграла в 2-х играх, отразив 92,7 % бросков по своим воротам. В феврале 2003 года у Мартин случился разрыв связок колена, потребовалась операция, после которой она пропустила остаток чемпионата. В сезоне 2003/04 года Мартин добилась успеха в клубе и сборной. Она показала надёжную игру в АИКе и помогла команде выиграть чемпионский титул. Ким была основным вратарём на чемпионате мира 2004. Шведки боролись за 3-е место, но уступили сборной Финляндии. Шведская хоккейная ассоциация признала Мартин лучшей хоккеисткой 2004 года. Она стала первым игроком, получившим новую ежегодную премию.

### Успех в Турине. Университет Миннесоты в Дулуте

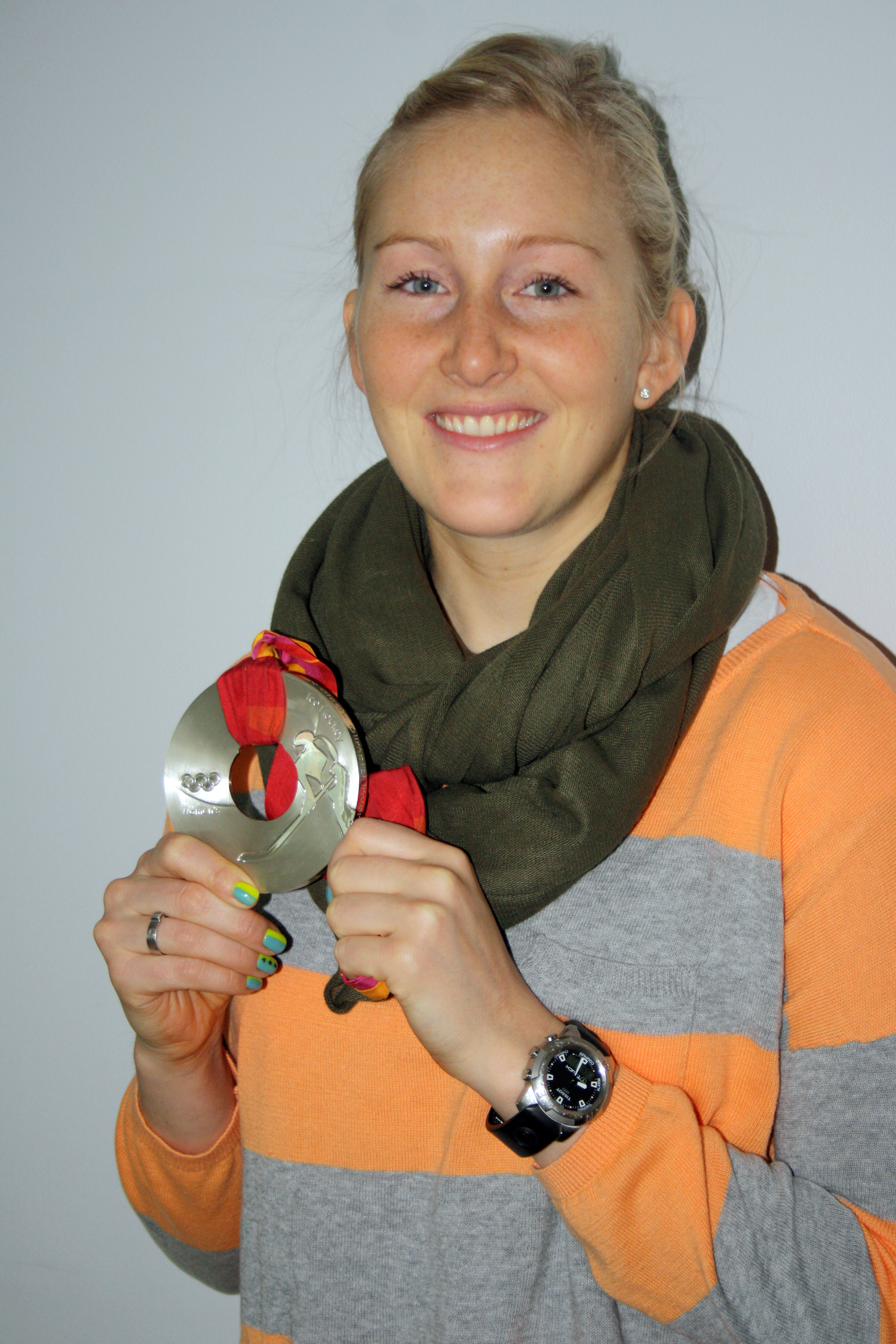
Ким Мартин с серебряной медалью Олимпиады в Турине

В сезоне 2004/05 года Мартин играла только в женских командах. Вместе с АИКом она выиграла Кубок европейских чемпионов, повторив успех на турнире в следующем году. В чемпионате Швеции они вышли в финал, но проиграли «Мелархёйден/Бреденг», взявшему реванш за прошлогоднее поражение. В апреле Ким сыграла на чемпионате мира 2005, проходившем в Швеции. Она сыграла в 4-х играх и помогла сборной впервые в своей истории завоевать бронзовые медали. В сезоне 2005/06 года Мартин готовилась к участию на зимних Олимпийских играх 2006 в Турине. Этот турнир стал лучшим в карьере вратаря и принёс ей большую популярность. Ким вместе со сборной совершили главную сенсацию в женском хоккее, выйдя в финал турнира, где они проиграли сборной Канады. Благодаря надёжной игре Мартин, был выигран полуфинальный матч против сборной США в серии послематчевых буллитов. Она была признана лучшим вратарём и вошла в Сборную всех звёзд хоккейного турнира. После завершения Олимпиады она сыграла за молодёжную команду «Мальмё Редхокс». В марте 2006 года клуб из Мальмё планировал также включить Мартин в заявку основной команды на матч против «Бофора». Она стала бы первой женщиной, сыгравшей за «Мальмё Редхокс». Однако, участию в матче воспрепятствовала студенческая команда «Миннесота Дулут Булдогз», в которой Мартин планировала начать играть с 2006 года. По правилам Национальной ассоциации студенческого спорта (NCAA) на полную стипендию могли претендовать только спортсмены, не игравшие на профессиональном уровне.
С 2006 года Мартин начала обучение в Университете Миннесоты в Дулуте, где изучала бизнес-маркетинг. Вместе с ней стала учиться её партнёрша по АИКу Элин Хольмлёв. В первый свой год Ким имела конкуренцию со швейцаркой Рииттой Шейблин, завершавшей обучение в университете. По итогам сезона «Миннесота Дулут Булдогз» вышел в финал чемпионата NCAA, где проиграл «Висконсин Баджерс» со счётом 1:4. В апреле Ким сыграла на чемпионате мира 2007, где она делила место основного вратаря с Сарой Гран. Мартин играла в матче за 3-е место против сборной Финляндии и не пропустила шайб; шведки выиграли 1:0 и завоевали бронзовые медали на втором мировом первенстве подряд. Сезон 2007/08 года Мартин проводила в статусе основного вратаря «Булдогз». Она помогла студенческой команде впервые за 5 лет выиграть чемпионаты Западной студенческой хоккейной ассоциации (WCHA) и NCAA. Она была включена в первую сборную всех звёзд WCHA, став вторым вратарём после Шейблин, кто завоёвывал эту награду в «Бульдогз». Ким сыграла на чемпионате мира 2008, завершившимся для сборной Швеции вне призовых мест. Во время прошедшего сезона у Мартин появились первые признаки проблемы с пищеварением, из-за которых она стала набирать лишний вес. На третьем курсе университета Мартин была назначена альтернативным капитаном «Булдогз». Её показатели в сезоне снизились, по итогам чемпионата она была включена в третью сборную WCHA. Ким вошла в состав сборной на чемпионат мира 2009, но впервые в карьере не принимала участия в играх. В сезоне 2009/10 года она не училась в университете, занимаясь подготовкой к зимним Олимпийским играм 2010 в Ванкувере. Мартин тренировалась вместе с молодёжной командой «Мальмё Редхокс». На хоккейном турнире Олимпийских игр она вновь играла в полуфинале против сборной США, который закончился для шведок поражением — 1:9. В последующем матче за 3-е место сборная Швеции не сумела завоевать бронзовые медали. После Олимпиады Мартин страдала анорексией. После того, как её вес снизился с 72 кг до 57 кг, она прибегла к помощи психолога. Команда университета запретила ей играть, пока она не восстановится после болезни. В 2010 году Мартин набрала кондиции и продолжила играть за «Булдогз». В сезоне она установила личный рекорд в NCAA по коэффициенту надёжности — 1,38. Она стала лучшей вратарём WCHA по статистическим показателям и вновь была включена в третью сборную звёзд. Мартин установила рекорд «Миннесота Дулут Булдогз» по количеству побед среди вратарей. В апреле 2011 года Ким сыграла на чемпионате мира 2011, который провела в статусе основного вратаря.

### Возвращение в Европу. Завершение игровой карьеры

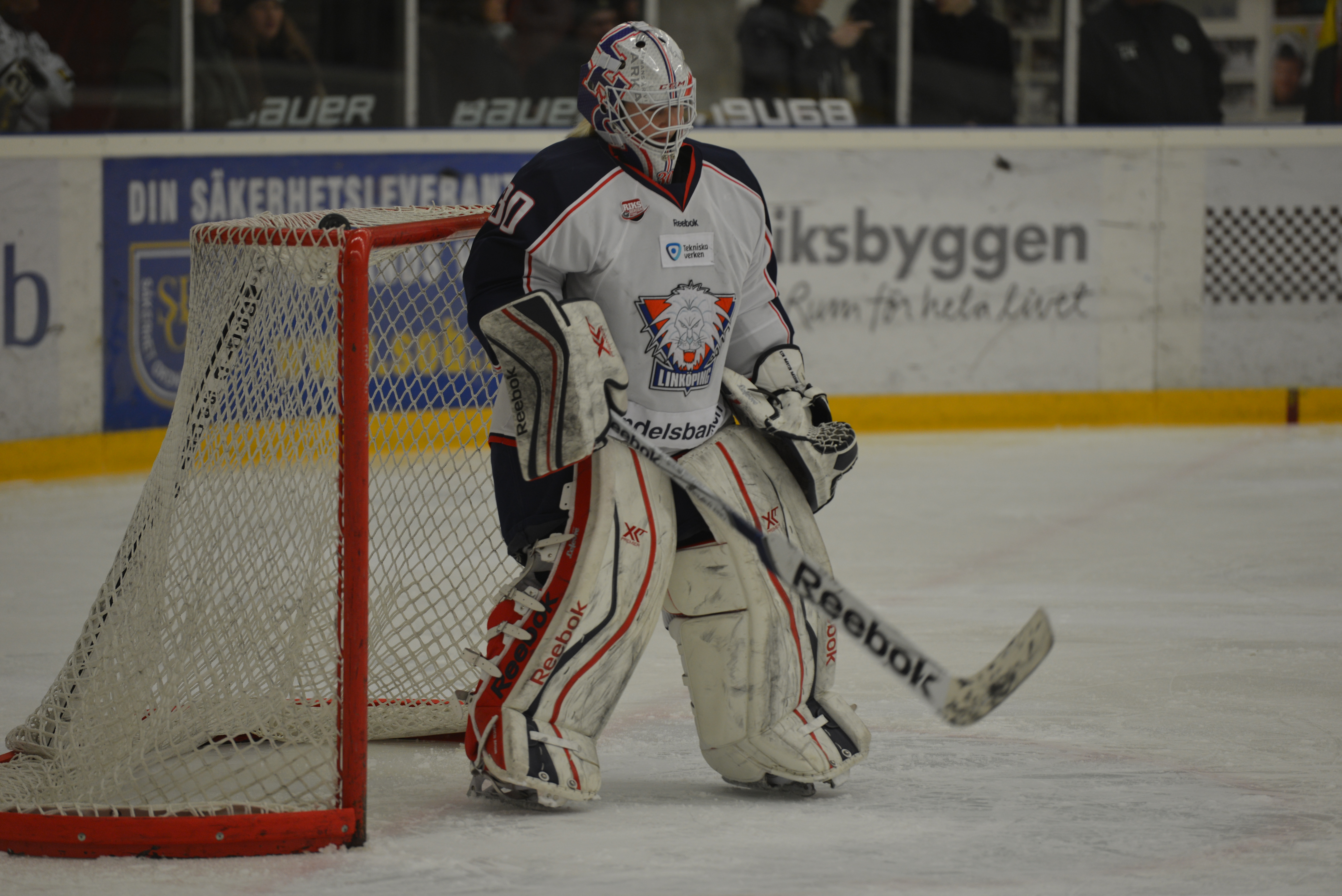
Мартин в воротах «Линчёпинга»

После обучения в университете Мартин вместе с Хольмлёв переехали в Россию, где подписали контракт с клубом «Торнадо» из Дмитрова. В чемпионате России 2011/12 года действовал лимит на легионеров: их количество в заявке на матч было ограниченно тремя хоккеистками. В составе «Торнадо» было 5 легионеров, поэтому главный тренер часто оставлял Ким вне заявки на игру. По словам шведки, играя в России, она впервые в карьере сумела зарабатывать достаточное количество денег, чтобы можно было их откладывать на будущее. В составе «Торнадо» она стала чемпионкой России и выиграла свой третий Кубок европейских чемпионов. Мартин сыграла на чемпионате мира 2012, где шведки по итогам финального раунда участвовали в матче за 5-е место, в котором победили в овертайме сборную России — 2:1. В 2012 году Мартин решила вернуться в Швецию из-за семьи и приближения завершения карьеры. Она приняла предложение от клуба «Линчёпинг». Мартин не хотела больше жить в Стокгольме и переехала в Линчёпинг.
В сезоне 2012/13 года Мартин продолжила демонстрировать свой высокий уровень игры. Она сумела стать лидером чемпионата Швеции по количеству матчей на «ноль» — 4. В апреле 2013 года Ким порвала ахиллово сухожилие и пропустила чемпионат мира 2013. В следующем сезоне она стала лучшей в лиге по проценту отражённых бросков и количеству «сухих матчей». В плей-офф Мартин помогла «Линчёпингу» выиграть чемпионский титул. Она была признана лучшим вратарём национального первенства. В феврале 2014 года Мартин выступала на Зимних Олимпийских играх 2014 в Сочи. Она сыграла в двух матчах, став первой женщиной среди вратарей, сыгравшей на четырёх Олимпиадах. В сезоне 2014/15 года «Линчёпинг» считался главным фаворитом чемпионата Швеции и по итогам плей-офф завоевал трофей. Мартин сыграла в 21-й игре чемпионата (17 в регулярном сезоне и 4 в плей-офф), все из которых завершились победой действующего чемпиона. Ким стала лучшей в лиге по коэффициенту надёжности и проценту отражённых бросков. Она была признана самым ценным игроков (MVP) плей-офф. В начале 2015 года она получила травму бедра. Ким успела восстановиться от повреждения, и была включена в состав сборной для участия на своём последнем чемпионате мира. После окончания сезона 2014/15 года Мартин объявила о завершении карьеры из-за семьи и отсутствия мотивации. В дальнейшем она дважды заявлялась на матчи «Линчёпинга» в качестве резервного вратаря (сезоны 2016/17 и 2019/20), но не выходила на лёд.

### Дальнейшая деятельность
Перед сезоном 2015/16 года Ким Мартин приняла предложение заменить заболевшего генерального менеджера «Линчёпинга» Юхана Буннстедта. Основной целью Мартин при вступлении в должность было улучшение условий для играющих хоккеисток. В первый год она также исполняла обязанности тренера вратарей в клубе. «Линчёпинг» вышел в финал чемпионата, где проиграл в серии до двух побед «Лулео». На втором матче был установлен рекорд по количеству зрителей на женских матчах в Швеции. По ходу чемпионата Ким работала в юниорской сборной Швеции в качестве видео-тренера и тренера вратарей. В следующем сезоне «Линчёпинг» проиграл в полуфинале будущему чемпиону страны — «Юргордену». Спустя один год Мартин ещё раз работала в качестве тренера вратарей в юниорской сборной Швеции, участвующей на чемпионате мира до 18 лет. Перед сезоном 2017/18 года при участии Мартин состоялась смена главного тренера «Линчёпинга»: руководить командой была назначена бывший тренер «Брюнеса» Мадлен Эстлинг. В марте 2018 года, перед финалом женского чемпионата Швеции, в котором участвовал «Линчёпинг», на назначенную на решающий матч судью Катарину Тимглас была направлена критика со стороны главного тренера «Лулео» Фредрика Гладера из-за её дружбы с Мартин Хассон, что привело бы к предвзятости судьи. Позже Гладер принёс свои извинения; финал завершился победой «Лулео». В сезоне 2018/19 года «Линчёпинг», в третий раз за время работы Мартин, играл в финале с «Лулео», где потерпел очередное поражение.

Логотип Академии вратарей Ким Мартин

Мартин работала экспертом-комментатором на Зимних Олимпийских играх 2018 в Пхёнчхане. В конце 2018 года ей была предложена работа амбассадора в социальном проекте клуба «Линчёпинг» — «Вместе» (швед. Tillsammans). Мартин Хассон приняла приглашение и по окончании сезона 2018/19 года покинула пост генерального менеджера женской команды. По словам Ким, новая работа, связанная со взаимодействием с детьми, является для неё более интересной. Она также продолжила развивать проект «Пробное катание» (швед. Prova på-skridskoåkning), который направлен на предоставление транспорта хоккеистам с целью посещения тренировок. Ким Мартин ежегодно организует собственную летнюю школу вратарей среди мальчиков и девочек (англ. Kim Marti’n Goalie Academy).

## Личная жизнь
В 2013 году Ким Мартин вышла замуж за канадца Джеймса (Джея) Хассона, с которым познакомилась во время второго года обучения в Университете Миннесоты-Дулут. У них двое детей. До 2018 года Джеймс исполнял обязанности сервисмена в «Линчёпинге», в сезоне 2018/19 года работал ассистентом главного тренера клуба.

## Статистика

### Международная
По данным: Eurohockey.com и Eliteprospects.com

## Достижения
| Год                    | Команда                  | Достижение                                     | Достижение |
| ---------------------- | ------------------------ | ---------------------------------------------- | ---------- |
| Клубные                |                          |                                                |            |
| 2002                   | АИК                      | Бронзовый призёр чемпионата Швеции             | [ 3 ]      |
| 2000, 2001, 2003, 2005 | АИК                      | Серебряный призёр чемпионата Швеции (4)        | [ 3 ]      |
| 2004                   | АИК                      | Чемпионка Швеции (3)                           | [ 5 ]      |
| 2014, 2015             | Линчёпинг                | Чемпионка Швеции (3)                           | [ 5 ]      |
| 2004, 2005             | АИК                      | Победительница Кубка европейских чемпионов (3) | [ 5 ]      |
| 2012                   | Торнадо                  | Победительница Кубка европейских чемпионов (3) | [ 5 ]      |
| 2008                   | Миннесота-Дулут Бульдогз | Чемпионка WCHA                                 | [ 8 ]      |
| 2008                   | Миннесота-Дулут Бульдогз | Победительница турнира NCAA Championship       | [ 8 ]      |
| 2012                   | Торнадо                  | Чемпионка России                               | [ 8 ]      |
| Международные          |                          |                                                |            |
| 2002                   | Швеция                   | Бронзовый призёр Олимпийских игр               | [ 5 ]      |
| 2005, 2007             | Швеция                   | Бронзовый призёр чемпионата мира (2)           | [ 5 ]      |
| 2006                   | Швеция                   | Серебряный призёр Олимпийских игр              | [ 5 ]      |

| Год           | Команда                  | Достижение                                                        | Достижение |
| ------------- | ------------------------ | ----------------------------------------------------------------- | ---------- |
| Клубные       |                          |                                                                   |            |
| 2008          | Миннесота-Дулут Бульдогз | Попадание в первую Сборную всех звёзд WCHA                        | [ 17 ]     |
| 2009, 2011    | Миннесота-Дулут Бульдогз | Попадание в третью Сборную всех звёзд WCHA (2)                    | [ 21 ]     |
| 2011          | Миннесота-Дулут Бульдогз | Лучший вратарь WCHA                                               | [ 21 ]     |
| 2014          | Линчёпинг                | Лучший вратарь Рикссериен                                         | [ 8 ]      |
| 2014, 2015    | Линчёпинг                | Лучший процент отражённых бросков Рикссериен (2)                  | [ 5 ]      |
| 2015          | Линчёпинг                | Лучший коэффициент надёжности Рикссериен                          | [ 5 ]      |
| 2015          | Линчёпинг                | Самый ценный игрок плей-офф Рикссериен                            | [ 5 ]      |
| Международные |                          |                                                                   | [ 5 ]      |
| 2006          | Швеция                   | Лучший вратарь хоккейного турнира Олимпийских игр                 | [ 5 ]      |
| 2006          | Швеция                   | Попадание в Сборную всех звёзд хоккейного турнира Олимпийских игр | [ 5 ]      |

Другие
| Год        | Достижение                           | Достижение |
| ---------- | ------------------------------------ | ---------- |
| 2002, 2006 | Обладательница «Eurosport Award» (2) | [ 8 ]      |
| 2004       | Лучшая хоккеистка Швеции             | [ 8 ]      |